# The Night (альбом Morphine)
The Night — п'ятий і останній альбом бостонського рок-гурту «Morphine», запис якого був завершений напередодні раптової смерті лідера гурту Марка Сендмана у липні 1999 року. Реліз відбувся у лютому 2000.

## Список композицій
Всі пісні написано Марком Сендманом.
1. «The Night» — 4:50
2. «So Many Ways» — 4:01
3. «Souvenir» — 4:40
4. «Top Floor, Bottom Buzzer» — 5:44
5. «Like a Mirror» — 5:26
6. «A Good Woman is Hard to Find» — 4:14
7. «Rope on Fire» — 5:36
8. «I'm Yours, You're Mine» — 3:46
9. «The Way We Met» — 2:59
10. «Slow Numbers» — 3:58
11. «Take Me with You» — 4:54

## Чарти
| Чарти (2000)     | Найвища позиція |
| ---------------- | --------------- |
| US Billboard 200 | 137             |